# SOJA
SOJA is een Amerikaanse reggaeband, gevormd in Arlington, Virginia, in 1997. Het platenlabel van SOJA is momenteel  ATO Records. De band bestaat uit acht leden.

## Geschiedenis

### 1997-2005: Oprichting
Vooraleer de band gevormd was, hadden de leden al samen gespeeld. Jacob Hemphill en Bob Jefferson ontmoetten in het eerste leerjaar, nadat Jacob Hemphill samen met zijn familie was teruggekeerd van Monrovia, Liberia, waar zijn vader vertegenwoordiger was van het IMF. Ze ontmoetten Ryan Berty, Patrick O'Shea en Ken Brownell in middelbare en hoge school. Na de oprichting in 1997, brachten ze hun eerste album SOJA uit. Dit album werd over het algemeen positief ontvangen. In 2002 brachten ze hun tweede album Peace In Time Of War uit, en in 2005 de dub-versie Dub In Time Of War.

### 2006-2009
In 2006, bracht SOJA het album Get Wiser uit onder het platenlabel Innerloop. Begin 2009 kwam Stars and Stripes uit.

### 2009-2014
Op 21 augustus 2009 bracht SOJA zijn vijfde album Born In Babylon uit onder het label DMV Records. In 2012 kwam Strength to Survive uit, het eerste album onder ATO Records. Amid the Noise and Haste kwam uit in 2014.

## Prijzen
- Eind 2014 werd het album Amid The Noise And Haste genomineerd voor de Grammy voor "Best Reggae Album".